# Станово-Колодезьское сельское поселение
Станово-Колодезьское се́льское поселе́ние — упразднённое муниципальное образование в Орловском районе Орловской области Российской Федерации.
Административный центр — село Становой Колодезь.

## История
Статус и границы сельского поселения установлены Законом Орловского области от 28 декабря 2004 года № 466-ОЗ «О статусе, границах и административных центрах муниципальных образований на территории Орловского района Орловской области».
Законом Орловской области от 04.05.2021 № 2596-ОЗ к 15 мая 2021 года упразднено в связи с преобразованием муниципального района в муниципальный округ.

## Население
| 2010  | 2012  | 2013  | 2014  | 2015  | 2016  | 2017  |
| ----- | ----- | ----- | ----- | ----- | ----- | ----- |
| 3762  | ↗3774 | ↘3771 | ↘3756 | ↘3739 | ↘3675 | ↘3632 |
| 2018  | 2019  | 2020  | 2021  |       |       |       |
| ↘3573 | ↘3513 | ↘3457 | ↘3412 |       |       |       |

## Состав сельского поселения
| №  | Населённый пункт  | Тип населённого пункта       | Население |
| -- | ----------------- | ---------------------------- | --------- |
| 1  | Азаровка          | деревня                      | 24        |
| 2  | Гремячий          | посёлок                      | 6         |
| 3  | Заря              | посёлок                      | 7         |
| 4  | Зяблое            | деревня                      | ↘305      |
| 5  | Ивановка          | посёлок                      | ↘131      |
| 6  | Калинино          | село                         | ↘728      |
| 7  | Карпово           | деревня                      | 1         |
| 8  | Карьер            | посёлок                      | 23        |
| 9  | Козиновка         | деревня                      | 50        |
| 10 | Кулешовка         | деревня                      | 7         |
| 11 | Леонтьево         | деревня                      | 5         |
| 12 | Наборный          | посёлок                      | 14        |
| 13 | Новая Деревня     | деревня                      | ↘98       |
| 14 | Новодмитровка     | село                         | ↘307      |
| 15 | Семендяево        | деревня                      | 0         |
| 16 | Становое          | деревня                      | ↘93       |
| 17 | Становой Колодезь | село, административный центр | ↘1932     |
| 18 | Топкое            | деревня                      | 28        |
| 19 | Хутор Ильинский   | деревня                      | 1         |